# Davidson (Karolina Północna)
Davidson – miasto w Stanach Zjednoczonych, w stanie Karolina Północna, w hrabstwie Mecklenburg.